# Gerard II van Gelre
Gerard II (ook wel Gerard V van Wassenberg) (ca 1090 - 16 oktober 1133) was van 1129 tot 1131/1133 graaf van Wassenberg en Gelre.
Hij was de zoon van Gerard I van Gelre (Gerard IV van Wassenberg). Toen zijn vader in 1129 overleed volgde hij die op als graaf van Gelre en graaf van Wassenberg.
Hij trouwde met Ermgard van Zutphen, de erfdochter van het graafschap Zutphen wier bezittingen bestonden uit gebied ten oosten van de IJssel (Zutphen) en talrijke buitenposten in Friesland, Westfalen en het Rijnland.
Gerard handhaafde deze erfenis tegen de bisschop van Münster en kreeg daarbij steun van de hertog van Neder-Lotharingen.
Gerard was vader van:
- Adelheid. Zij trouwde met graaf Egbert van Tecklenburg
- Hendrik (-1182)
- een dochter. Zij trouwde met graaf Hendrik I van Oldenburg-Wildeshausen (-1162). 
  - Gerard van Oldenburg-Wildeshausen (-13 augustus 1219), van 1191/92 tot 1216 bisschop van Osnabrück en van 1210 tot 1219 aartsbisschop van Hamburg en Bremen
  - Christiane van Oldenburg. Zij trouwde met Wedekind von Stumpenhausen
  - Beatrix (- ca. 1224), van 1207 tot 1224 abdes in Bassum
  - Hendrik II (-1197). In 1162 volgde hij zijn vader op als graaf in Wildeshausen. Hij trouwde met Beatrix van Hallermund. Zij was een dochter van Wilbrand I van Loccum-Hallermund.
    - Wilbrand van Oldenburg (vóór 1180 - Zwolle, 26 juli 1233) was bisschop van Paderborn en van Utrecht

  - Otto I van Oldenburg (-1218)

Hij ligt begraven in de kerk van Wassenberg. Gerard werd opgevolgd door zijn zoon Hendrik I.